# Stéphane Lucas (football)
Pour les articles homonymes, voir Stéphane Lucas.
Stéphane Lucas, né à Aubervilliers le 18 avril 1978, est un joueur de football français, évoluant au poste de gardien de but.
Stéphane Lucas dispute notamment 34 matchs en Division 2 avec le Red Star entre 1997 et 1999, et près de 250 en National. En 2013, il rejoint le FC Chambly - Thelle, en CFA.

## Biographie
Formé au Red Star, Lucas y fait ses débuts comme gardien de but lors de la saison 1997-1998. Il est alors la doublure de Jean-Philippe Forêt. Il dispute 34 matchs de championnat en deux saisons de Division 2. Alors que le club audonien est relégué en National en 1999, il choisit de signer au Real Oviedo en Espagne, où il ne joue pourtant qu'en équipe réserve pendant deux saisons. 
En 2001, il signe à Noisy-le-Sec, puis à AS Angoulême-Charente 92 l'été suivant, deux clubs de National. En 2004, il revient en Ile-de-France, à l'AS Poissy, en CFA, puis au Paris FC l'année suivante. En 2006, il retrouve avec le club parisien le championnat National, où il réalise trois saisons comme titulaire, puis une dernière plus difficile où, blessé, il reste remplaçant. Il signe alors à l'AS Beauvais, avec lequel il dispute deux nouvelles saisons de National, sans parvenir à accrocher la Ligue 2. 
En 2012 enfin, il rejoint le Racing Club de France. Après le début de saison catastrophique de son équipe, il s'écarte de lui-même du Racing.
Il faut attendre août 2013 pour le voir rebondir, le joueur retrouve alors l'Oise et le FC Chambly - Thelle en CFA.

## Statistiques
En 2012, ses statistiques sont les suivantes :
- 1997-1999 :  Red Star (34 matchs en D2)
- 1999-2001 :  Real Oviedo B (Segunda División B puis Tercera División, soit les D3 et D4 espagnoles)
- 2001-2002 :  Olympique Noisy-le-Sec (8 matches de National)
- 2002-2004 :  AS Angoulême-Charente 92 (53 matches de National)
- 2004-2005 :  AS Poissy (31 matchs de CFA)
- 2006-2010 :  Paris FC (33 matchs de CFA, 100 matchs de National)
- 2010-2012 :  AS Beauvais (72 matchs de National)
- juil. 2012-sep. 2012 :  Racing Club de France (CFA 2)
- depuis 2013 :  FC Chambly - Thelle (CFA)